# Enshi
Enshi (chiń. upr. 恩施市; chiń. trad. 恩施市; pinyin Ēnshī Shì) – miasto na prawach powiatu w środkowej części prefektury autonomicznej Enshi w prowincji Hubei w Chińskiej Republice Ludowej. Liczba mieszkańców miasta w 2010 roku, wynosiła 749574. Stolica rzymskokatolickiej diecezji Shinan.